# Xanthorhoe hancocki
Xanthorhoe hancocki là một loài bướm đêm trong họ Geometridae.